# 词品
词品说是丹麦语言学家叶斯伯森提出的语法理论之一。叶斯伯森认为：语言的词类只是指词本身而言，比如名词本身永远就是名词，不论在什么环境中，它的名词性不会改变；词类在词典里是可以注明的。词品则是指词和词的关系而言，在任何词的联结形式里，只要它是指称一人或一物的，都可以指出其中一个词是最重要的，其余的词是附属的。这个首要的词是被另一个词限制或修饰的，而这主持限制的词仍可以受第三词的限制。因此，可以从词的相互关系里，按照它们受限或主限的不同，定出若干品级（ranks）来，如首品（primary）、次品（secondary）、三品（tertiary）等。因为叶斯伯森的《语法哲学》中不立四品、五品等名称，所以tertiary王力就称为末品。首品、次品、末品又称“三品说”。

## 王力对词品说的继承发展

### 定义
《中国现代语法》、《中国语法理论》根据丹麦语言学家叶斯伯森的词品说，把汉语词和词的组合关系分为三品，即首品，次品，末品。《中国现代语法》对三品的定义是：
凡词在句中，居于首要的地位者，叫做首品。
凡词在句中，地位次于首品者，叫做次品。
凡词在句中，地位不及次品者，叫做末品。
例如：
壮士骑马。
猎人打鸟。
这里的“壮”和“猎”是次品，“骑”和“打”也是次品。“士”和“人”是首品，“马”和“鸟”也是首品。

### 词类和词品的关系
实词是对于实物有所指的，所以实词都是有品的；副词、代词也能有品。
词在词典里的时候，分类不分品；词在句子里的时候，分品不分类。

#### 名词
- 名词以用于首品为常。例如：老人、鸟飞
- 名词也可以用于次品，大致分为5类：
  - 首品所指的东西，是属于次品所指的东西的。例如：人心（首品“心”是属于次品“人”的）
  - 首品所指的东西，是由次品所指的东西造成的。例如：布鞋（首品“鞋”是用次品“布”做成的）
  - 首品所指的东西，是为了次品所指的东西而造的。例如：脸盆（首品“盆”是为了盛水洗次品“脸”而做的）
  - 次品所指的东西，是借来形容或譬喻首品所指的东西的。例如：丸药（次品“丸”形容首品“药”的形状）
  - 首品所指的东西，是借来形容或譬喻次品所造成的东西的。例如：肉丸子（首品“丸子”形容用次品“肉”做成的东西）

#### 数词
- 数词以用于次品为常。例如：一个人、两匹马
- 数词用于首品是很少见的。例如：减半、成双、上万
- 数词用于末品，在古代是很常见的，现代却没有这种用途了。例如：三过其门而不入

#### 形容词
- 形容词以用于次品为常。例如：大树、黄狗
- 形容词也用于末品。例如：快跑、慢走（形容行为）；淡绿、大红（形容性状）
- 形容词也用于首品。例如：我喜欢他的聪明

#### 动词
- 动词用于次品为常。例如：逃兵、熏鸡
- 动词也用于末品。这种末品分为三类：
  - 粘附于次品的前面的，通常只有“要”、“想”、“敢”一类的词
  - 粘附于次品的后面，通常只有“起来”、“下去”、“过”一类的词
  - “死”字可以粘附于形容词次品之后，为动词末品
- 动词也用于首品。例如：我赞成他的主张

名词、形容词、动词，这三种纯粹的实词，原则上可以用于三品种的任何一品。

#### 副词
副词只能用于末品，但副词不等于末品。

#### 代词
代词能用于三品。

### 王力的观点
王力在《中国现代语法》中认为：“咱们必须彻底了解词类和词品的分别。词类是每一个词独立的时候所应属的种类；词品是词和词发生关系的时候所应属的品级。咱们研究语法的时候，词品比词类更重要，因为在语言里，词是不能独立的，是必须互相发生关系的”。